# Dolmen des Issières

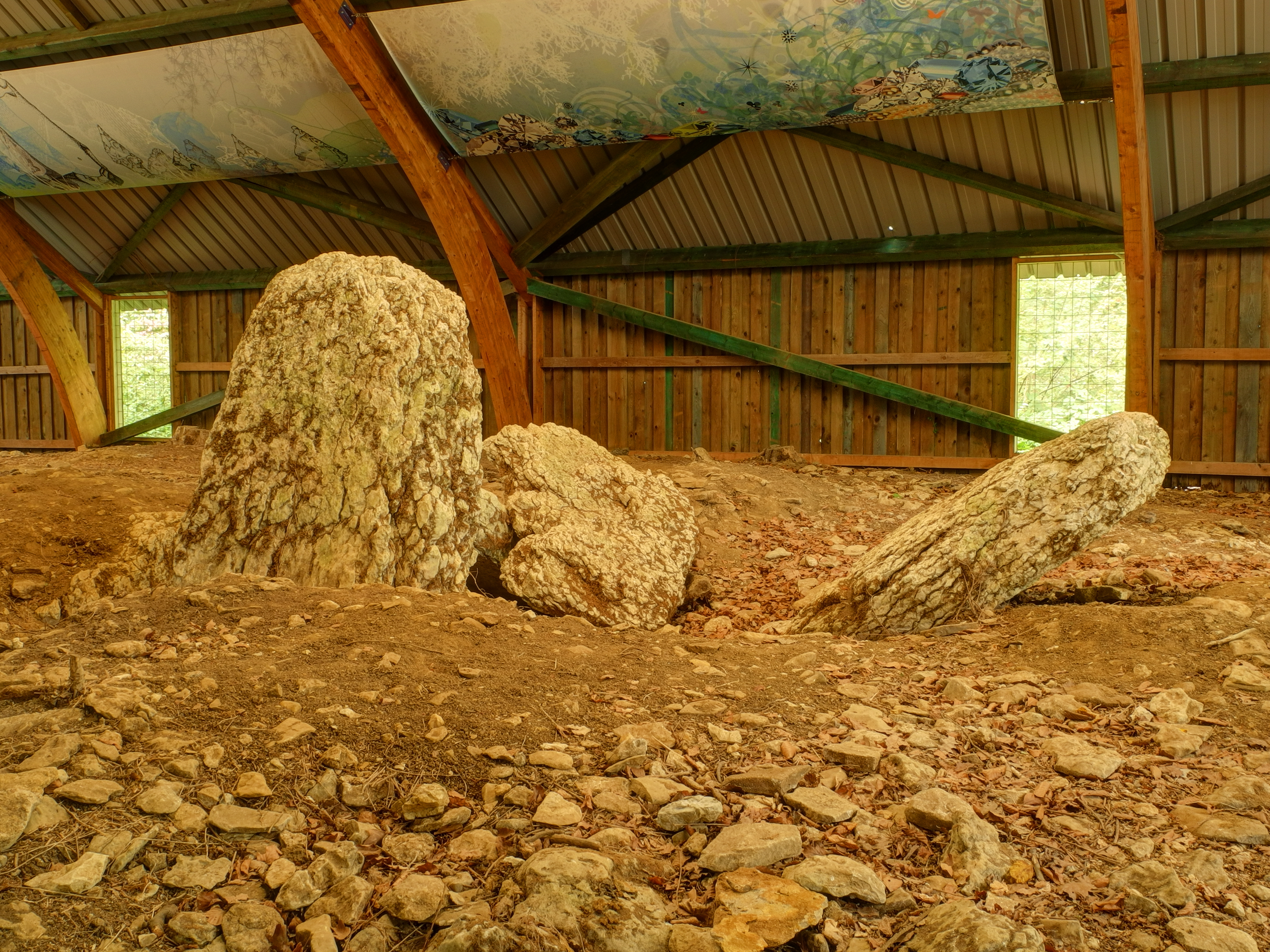
Dolmen des Issières

Der neolithische Dolmen des Issières (auch Dolmen de Brévilliers genannt) liegt südöstlich des Ortes im Bois des Issières (Wald) bei Brevilliers im äußersten Osten des Département Haute-Saône, in der Franche-Comté in Ostfrankreich. Er ist einer von 18 Megalithanlagen in der Region und wurde 1924 untersucht und zwischen 1976 und 1984 ausgegraben. Dolmen ist in Frankreich der Oberbegriff für Megalithanlagen aller Art (siehe: Französische Nomenklatur).
Der Dolmen, der konstruktiv mehrheitlich ein Dolmen vom Typ Schwörstadt ist, zeigt einige typische Elemente des Typs Aillevans. Er hatte eine nahezu quadratische Kammer, deren Zugang durch ein Seelenloch erfolgte. Der seines Hügels beraubte Dolmen bestand aus vier großen Tragsteinen, einer Deckenplatte und zwei für den Typ Schwörstadt untypischen Anten, die die seitliche Begrenzung für eine Art Vorraum bilden. Die beiden zu einem gepflasterten Gang gehörenden Kalksteinplatten sind von schlechterer Qualität als die der Kammer und wurden möglicherweise sekundär angefügt. Der östlich orientierte Dolmen hat eine Gesamtlänge von etwa fünf und eine Breite von zwei Metern. Die Kammer hat eine Innenlänge von 1,4 m. Plan und Abmessungen sind Ergebnisse der Ausgrabungen. Beim aktuellen Zustand des Denkmals ist es schwierig die Form zu erkennen, da nur vier der einst sieben Steine erhalten und zudem verstürzt sind. Sie Die Höhe der Kammer lag bei etwa 0,9 m.
Der Dolmen des Issières lag wohl zunächst in einem Rundhügel. Dieser Hügel wurde wie beim Dolmen von Aillevans mit einem trapezförmigen Hügel von etwa 20,0 m Länge überbaut. Seine neun Meter breite, längere Seite bildete die Frontseite des Dolmens. Die Anlage befindet sich heute in einer Halle und ist ein Monument historique.
Die Anlage gilt als Schöpfung der Horgener Kultur, die durch die Allée couvertes des Seine-Oise-Marne Gebietes beeinflusst war. Die gefundenen Artefakte bestanden aus rautenförmigen Pfeilspitzen und einem Feuersteindolch.

## Kontext
Im Jurabogen lassen sich die Megalithanlagen in drei Gruppen gliedern:
- die unter einem runden Erdhügel liegenden Dolmen vom Typ Schwörstadt mit quadratischer Kammer und einem Seelenloch,
- die baugleichen Dolmen vom Typ Aesch mit rechteckiger Kammer,
- die Dolmen vom Typ Aillevans mit rechteckiger Kammer und nach vorn oder seitlich vorspringenden Anten (sog. Antennendolmen). Die Kammer kann von einem runden Erdhügel oder trapezförmigen Trockenmauerwerk umgeben sein.

Möglicherweise gehört die Allée couverte von Auvernier zu diesem Typ.